# Hawkesiophyton
Hawkesiophyton är ett släkte av potatisväxter. Hawkesiophyton ingår i familjen potatisväxter.
Kladogram enligt Catalogue of Life:
| Hawkesiophyton | \| \| Hawkesiophyton klugii \| \| \| \| \| \| Hawkesiophyton ulei \| \| \| \| |
|                | \| \| Hawkesiophyton klugii \| \| \| \| \| \| Hawkesiophyton ulei \| \| \| \| |
|                | Hawkesiophyton klugii                                                         |
|                |                                                                               |
|                | Hawkesiophyton ulei                                                           |
|                |                                                                               |